# ヒメカンバ
ヒメカンバ(英名：dwarf birch、学名：Betula nana L.)は、カバノキ科カバノキ属の種で、主に北極地域のツンドラで見られる。

## 概要

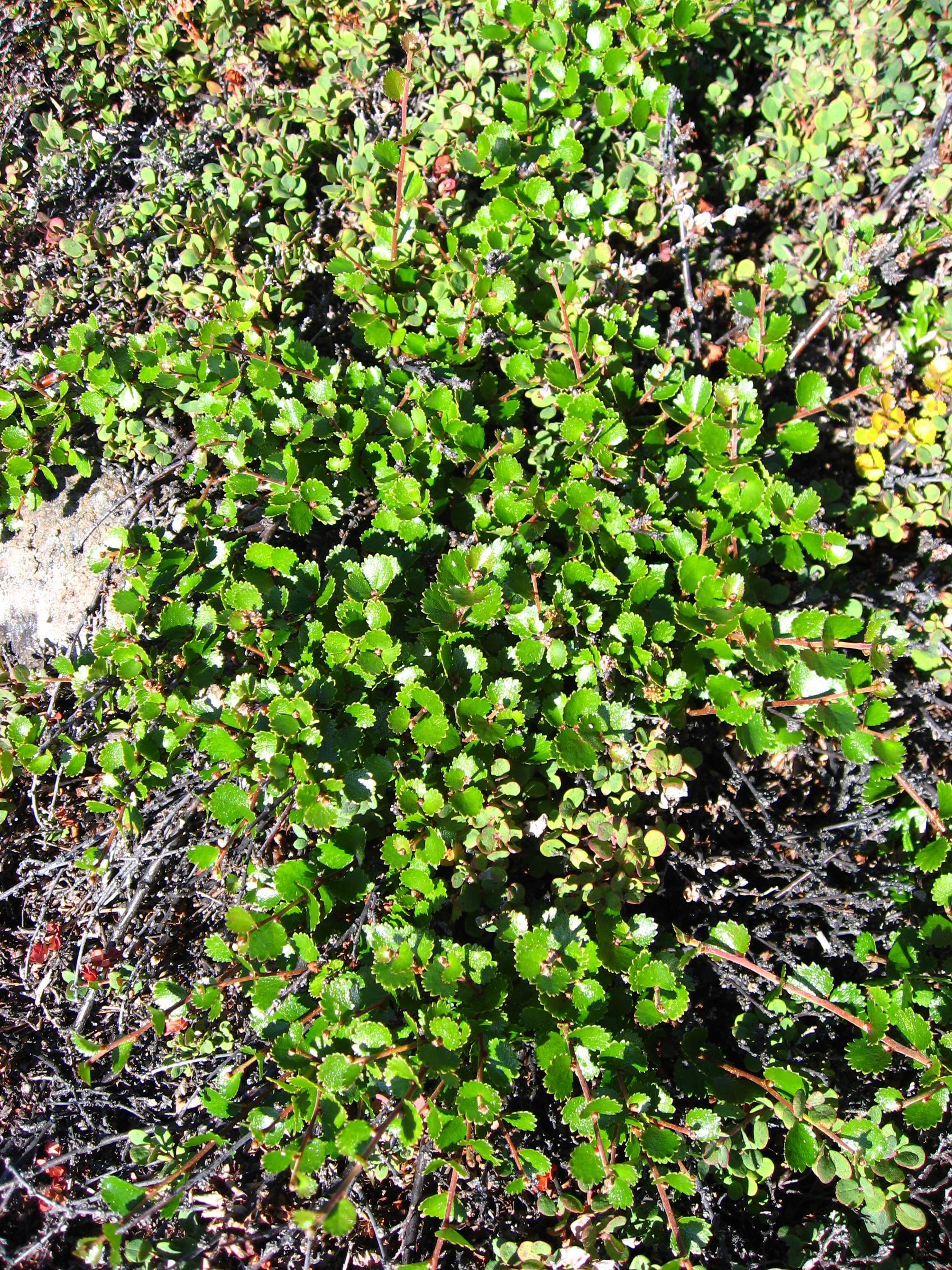
グリーンランド北西部の山に生えるヒメカンバ

雌雄同株の低木で、高さ1-1.2mに育つ。樹皮は剥離しにくく赤銅色に輝く。葉は直径6-20mmの丸型で、周囲に明瞭な鋸歯を持つ。雪解け後に葉の成長が始まり、秋には紅葉する。冬期に受粉する尾状花序は直立し、長さ5-15mm、幅4-10mmになる。

## 分布
ヒメカンバは、北極やグリーンランド、アイスランド、北ヨーロッパ、北アジア、北アメリカ北部、冷帯地域が原産で、様々な環境で育つ。極北以外では、300m以上の山のみて見られ、スコットランドでは835m、アルプス山脈では2200mまでで見られる。東の限界はスヴァールバル諸島で、ここでは暖かい場所に限定されている。一般に、貧栄養で酸性土壌の、湿っているが水はけの良い場所を好む。陰には弱い。

## 亜種
- Betula nana subsp. nana. - カナダ（バフィン島）、グリーンランド、南方はアルプス山脈の高地までの北ヨーロッパ、北西アジアに分布。若い小枝には毛が生えているが樹脂はない。葉はより長く、幅と同程度の20mmにもなる。

- Betula nana subsp. exilis. - 北西アジア、北アメリカ北部（アラスカ州、東方はヌナブト準州までのカナダ）に分布。若い小枝には毛が全くないかまばらにしかないが樹脂に覆われている。葉は短くて12mmを超えることはなく、しばしば幅広である。

## ゲノム
ヒメカンバのゲノムは、スコットランドの個体を用いて、クイーン・メアリーのリチャード・バグ率いる研究者のチームにより解読された。